# Enoplognatha carinata
Enoplognatha carinata là một loài nhện trong họ Theridiidae.
Loài này thuộc chi Enoplognatha. Enoplognatha carinata được miêu tả năm 1999 bởi Robert Bosmans & Van Keer.